# Aly Bain

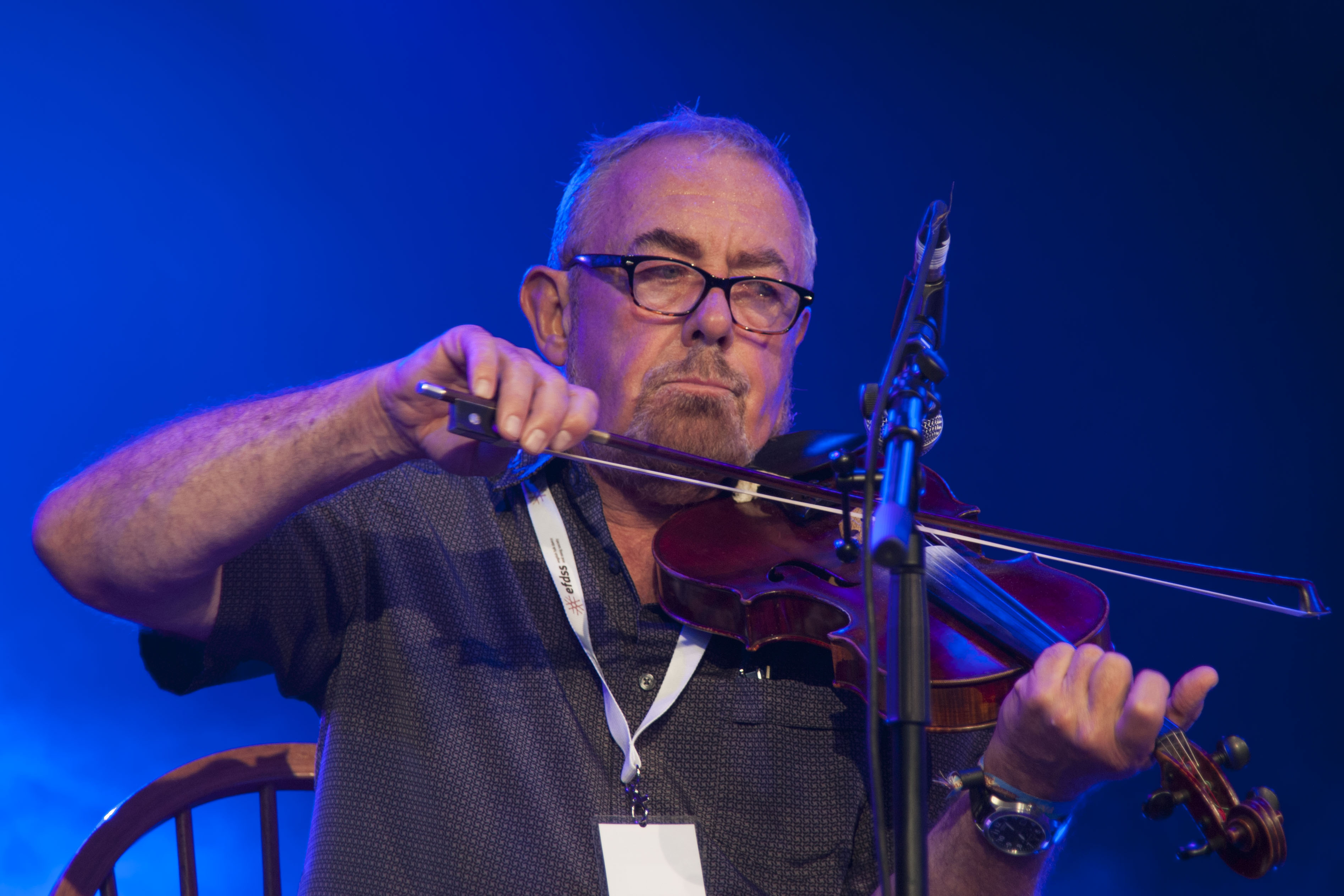
Aly Bain

Aly Bain (Lerwick (Shetland), 1946) is een Schotse traditionele vioolspeler. Hij is afkomstig van het Main Island van de Shetlandeilanden een eilandengroep noordelijk van Schotland. Op elfjarige leeftijd begon hij met vioolspelen. Als een van de oprichters van de band The Boys of the Lough trad hij jarenlang op in de Verenigde Staten, Canada en Europa. In zijn solo-albums trad hij op bij Hue and Cry, Eddie Reader, Richard Thompson en Fish.
Sinds 1988 werkt hij samen met de bekende Schotse accordeonist/componist Phil Cunningham. Van 1976 tot 1986 had Phil de leiding over de bekende Schotse Folkband Silly Wizard. Zijn composities worden gebruikt door de televisie- en filmwereld en andere muzikanten over de gehele wereld. Hij leert kinderen en volwassenen om mee te gaan doen met een traditioneel jeugdorkest in de Hooglanden van Schotland. In 2003 werd Phil gekozen tot de beste instrumentalist bij de Scottish Traditional Music Awards. 

## Discografie Aly Bain
Soloalbums
- Aly Bain (First Album) (1984)
- Lonely Bird (1992)
- The Shetland Sessions vol 1 (1992)
- The Shetland Sessions vol 2 (1993)
- Down Home vol 1
- Down Home vol 2
- Aly Bain Meets The Cajuns (1988)
- Aly Bain and Friends (1989)
- Aly Bain and Young Champions (2005)

Met Mike Whellans
- Aly Bain - Mike Whellans (1971)

Met Tom Anderson
- The Silver Bow (1995)

Met Phil Cunningham
- The Palomono Waltz (1989)
- The Pearl (1994)
- The Ruby (1997)
- Another Gem (2000)
- Spring The Summer Long (2003)
- Best of Aly and Phil (2004)
- Roads not traveled (2006)

Diverse albums
- Aly Bain & Cathall McConnell
- Aly Bain & Various Artists (1990)
- With Ale Möller - Fully Rigged (1999)
- With Tellef Kvifte and Leiv Solberg - North Sea Music (2006)
- With BT Scottish Ensemble - Follow The Moonstone
- DVDs - With Phil Cunningham - Another Musician Interlude (2004)

Tevens trad Aly Bain op in een aantal albums van The Boys of the Lough.